# Stenalcidia conveniens
Stenalcidia conveniens är en fjärilsart som beskrevs av Paul Dognin 1907. Stenalcidia conveniens ingår i släktet Stenalcidia och familjen mätare. Inga underarter finns listade i Catalogue of Life.